# Каменістий поток (притока Білої)
Каменістий потік (словац. Kamenistý potok) — річка в Словаччині, права притока Белої, протікає в окрузі Ліптовський Мікулаш.
Довжина приблизно 7,5—8,0 км. Витік знаходиться в масиві Західні Татри (частина Ліптовські Татри) на висоті близько 1760 метрів. Протікає територією села Прібиліна (частина Подбанске)..
Впадає в Белу на висоті 980-985 метрів.